# Paul Azaïs
Pour les articles homonymes, voir Azaïs.
Paul Azaïs, né le 6 mai 1902 dans le 10e arrondissement de Paris, mort le 17 novembre 1974 dans le 17e arrondissement, est un acteur français et cofondateur de l'association d'entraide destinée aux artistes La Roue tourne.

## Biographie
Fils de Joseph François Azaïs, employé, et de Jeanne Hélène Cézan, couturière, Paul François Robert Azaïs naît le 6 mai 1902 chez ses parents à Paris 10e 4 rue du Château-Landon.
Il commence sa carrière comme figurant au Châtelet, avant d'obtenir des petits rôles dans des opérettes et dans des spectacles de music-hall. Le 4 octobre 1924, il se marie à Clichy avec Alice Louise Château dont il divorce le 23 novembre 1937. À l'arrivée du cinéma parlant, grâce à son expérience sur les planches, il est engagé pour tenir un petit rôle dans le premier film français parlant, Les Trois Masques.
Dès lors, il est adopté par le cinéma qui l'utilise dans plus de 135 films, dans l'emploi auquel son physique et sa gouaille semblent le destiner, celui du brave type toujours prêt à consoler, à faire rire, à donner un coup de main. Il n'a rien d’un séducteur mais il peut être un parfait chevalier servant, d'Annabella (Anne-Marie) ou d'Edwige Feuillère (Sans lendemain). Pendant les premières années de l'occupation, fort de sa popularité, il participe à quelques-uns des succès comiques de l'époque, aux côtés de Rellys (Narcisse) et de Fernandel (Ne le criez pas sur les toits, Adrien).
Le 26 août 1943, il demeure alors 17 avenue Mac-Mahon, il épouse Madeleine Marie Joseph Lucienne Agnès Delmas, à Paris 16e, dont il divorce le 10 février 1950. Cette même année 1943, à la suite d'un accident de vélo qui lui vaut une fracture du crâne, il souffre de graves troubles de mémoire. Il finit néanmoins par reprendre le chemin des studios. Mais ses prestations se limitent désormais à des silhouettes.
Conscient de la précarité de ce métier auquel il a consacré toute sa vie, il fonde en mai 1957 La Roue tourne, une œuvre d'entraide pour les comédiens nécessiteux. Il s'y investit sans compter jusqu'à la fin de ses jours, le 17 novembre 1974 à Paris 17e. Il est inhumé au cimetière ancien d'Asnières-sur-Seine.

## Filmographie
- 1929 : Les Trois Masques d'André Hugon - le fils Vescotelli
- 1930 : Le Défenseur d'Alexandre Ryder
- 1930 : Paris la nuit d'Henri Diamant-Berger
- 1931 : Faubourg Montmartre de Raymond Bernard - un client de Dédé
- 1932 : Affaire classée, court métrage de Charles Vanel
- 1932 : Les Croix de bois de Raymond Bernard - le soldat Bourcke
- 1932 : Le Chien jaune de Jean Tarride - le marin
- 1932 : Fantômas de Paul Fejos - Giroud, le mécanicien de lady Beltham
- 1932 : Les Gaietés de l'escadron de Maurice Tourneur - Croquebol
- 1932 : L'Enfant du miracle de Maurice Diamant-Berger - Ratier
- 1932 : Maquillage de Karl Anton
- 1932 : L'Ange gardien de Jean Choux - Fred
- 1932 : La Rue sans nom de Pierre Chenal - Manu
- 1932 : L'Agence O'Kay, court métrage d'André E. Chotin - Kokanase
- 1932 : En plein dans le mille, court métrage d'André E. Chotin - le gigolo
- 1932 : Plein gaz, court métrage de Nico Lek
- 1932 : Plein la vue, court métrage de Nico Lek et Edmond Carlus
- 1932 : Son plus bel exploit, court métrage d'André E. Chotin
- 1933 : La Poule de René Guissart - Pascal
- 1933 : Les Bleus du ciel de Henri Decoin
- 1933 : L'Agonie des aigles de Roger Richebé - le policier
- 1933 : Cette vieille canaille d'Anatole Litvak - Jacques
- 1933 : L'Étoile de Valencia de Serge de Poligny
- 1934 : Les Misérables de Raymond Bernard - Grantaire
- 1934 : Roi de Camargue de Jacques de Baroncelli - Titin
- 1934 : Cessez le feu de Jacques de Baroncelli - Tutule
- 1934 : Pension Mimosas de Jacques Feyder
- 1934 : Les Filles de la concierge de Jacques Tourneur - Albert
- 1934 : Sidonie Panache ou Chabichou de Henry Wulschleger
- 1934 : Adémaï aviateur de Jean Tarride - l'adjudant
- 1934 : Une affaire garantie, court métrage de Emil-Edwin Reinert
- 1935 : Divine de Max Ophüls - Victor
- 1935 : Amants et Voleurs de Raymond Bernard - Valtier
- 1935 : Haut comme trois pommes de Ladislas Vajda
- 1935 : Coup de vent de Jean Dréville - Pierre
- 1935 : Le Bébé de l'escadron de René Sti - Fouillard, le soldat au cœur tendre
- 1935 : Le Diable en bouteille de Heinz Hilpert et Reinhart Steinbicker - Lopaka
- 1935 : La Rosière des halles de Jean de Limur - Raphaël
- 1935 : La Marmaille de Dominique Bernard-Deschamps - Pinpin
- 1935 : Une bonne affaire, court métrage de Victor de Fast
- 1935 : Une demi-heure en correctionnelle, court métrage d'Henri Diamant-Berger
- 1935 : Un drôle de numéro, court métrage de Léo Mora
- 1935 : Méfiez-vous des amis, court métrage de Michel Einert
- 1935 : Soirée de gala, court métrage de Victor de Fast - Gégène
- 1936 : Anne-Marie de Raymond Bernard - le boxeur
- 1936 : Jeunes Filles de Paris de Claude Vermorel
- 1936 : Moutonnet de René Sti - le garçon d'étage
- 1936 : Gigolette de Yvan Noé - Charles
- 1936 : Les Petites Alliées de Jean Dréville - Justin
- 1936 : Au son des guitares de Pierre-Jean Ducis
- 1936 : Un de la légion de Christian-Jaque - Turlot
- 1936 : Nitchevo de Jacques de Baroncelli - Lemoule, un matelot
- 1936 : Trois dans un moulin de Pierre Weill
- 1937 : Franco de port de Dimitri Kirsanoff - Fernando
- 1937 : La Femme du bout du monde de Jean Epstein - Molinier, le radio
- 1937 : Passeurs d'hommes de René Jayet - Arsène
- 1938 : Tempête sur l'Asie de Richard Oswald - Jonny, le pianiste
- 1938 : Trois Artilleurs en vadrouille de René Pujol
- 1938 : S.O.S. Sahara de Jacques de Baroncelli - Bobby
- 1938 : Frères corses de Géo Kelber - André, le mauvais garçon
- 1938 : Les Rois de la flotte de René Pujol
- 1938 : Trois Artilleurs à l'opéra d'André Chotin
- 1939 : Deuxième bureau contre Kommandantur de René Jayet et Robert Bibal - Stiefel
- 1939 : Narcisse de Ayres d'Aguiar - Crépin
- 1939 : Campement 13 de Jacques Constant - Jean-Pierre
- 1939 : Sans lendemain de Max Ophüls - Henri
- 1940 : Frères d'Afrique de Aimée Navarra (le film est resté inachevé)
- 1940 : Le Collier de chanvre de Léon Mathot - Dollboys
- 1941 : Patrouille blanche de Christian Chamborant - Victor
- 1941 : À la belle frégate de Albert Valentin - Félix
- 1941 : Forte Tête de Léon Mathot - Alexandre
- 1941 : Ne le criez pas sur les toits de Jacques Daniel-Norman - P'tit Louis
- 1943 : Mon amour est près de toi de Richard Pottier - Le Frisé
- 1943 : Adrien de Fernandel - Jules
- 1944 : Bifur 3 de Maurice Cam - André
- 1946 : Destins de Richard Pottier - un copain de Fred Cartier
- 1946 : Cœur de coq de Maurice Cloche - Séraphin
- 1946 : Quartier chinois de René Sti - Toni
- 1947 : Mandrin de René Jayet - Trognard
- 1947 : Si jeunesse savait de André Cerf - Paulo
- 1948 : Rapide de nuit de Marcel Blistène - un inspecteur
- 1948 : Marlène de Pierre de Hérain - le barman
- 1948 : Soirée existentialiste, court métrage
- 1949 : Au grand balcon de Henri Decoin - Morel
- 1949 : Fantômas contre Fantômas de Robert Vernay - Martin
- 1949 : L'Invité du mardi de Jacques Deval
- 1949 : Je n'aime que toi de Pierre Montazel - le compositeur
- 1949 : Au p'tit zouave de Gilles Grangier - Adolphe, le réparateur radio
- 1949 : Amédée de Gilles Grangier - le photographe
- 1949 : Drame au Vél'd'Hiv' de Maurice Cam - un inspecteur
- 1949 : Retour à la vie de Jean Dréville pour le sketch : Le Retour de René - le capitaine
- 1950 : Les Aventuriers de l'air de René Jayet
- 1950 : Le Roi du bla bla bla de Maurice Labro - Bébert
- 1950 : Maria du bout du monde de Jean Stelli - le vieil homme
- 1950 : Les Petites Cardinal de Gilles Grangier - le régisseur
- 1951 : Duel à Dakar de Claude Orval et Georges Combret - Marco
- 1951 : Le Costaud des Batignolles de Guy Lacourt - le patron du "Mala-Bar"
- 1951 : La nuit est mon royaume de Georges Lacombe - Loustaud
- 1951 : Monsieur Octave de Maurice Téboul
- 1951 : Le Plaisir de Max Ophüls, pour le sketch : Le Masque - le patron du bal
- 1951 : Ce coquin d'Anatole de Émile Couzinet
- 1951 : Casque d'Or de Jacques Becker - Ponsard
- 1952 : Monsieur Taxi d'André Hunebelle - Henri, le barman
- 1952 : Quitte ou double de Robert Vernay
- 1952 : Madame de... de Max Ophüls - le premier cocher
- 1952 : Les Amours finissent à l'aube de Henri Calef - Lulu
- 1952 : Les Sept Péchés capitaux de Jean Dréville pour le sketch : La Paresse - le patron du restaurant
- 1953 : La Môme vert-de-gris de Bernard Borderie - le patron du bistrot
- 1953 : Gamin de Paris de Georges Jaffé
- 1953 : Si Versailles m'était conté... de Sacha Guitry - un révolutionnaire
- 1953 : Les Amoureux de Marianne de Jean Stelli
- 1953 : Les Enfants de l'amour de Léonide Moguy - M. Lefranc
- 1953 : Les Révoltés de Lomanach de Richard Pottier - un garde
- 1954 : Minuit... Champs-Élysées de Roger Blanc
- 1954 : Le Comte de Monte-Cristo de Robert Vernay - un argousin
- 1954 : La Rage au corps de Ralph Habib - le garagiste
- 1954 : Sur le Banc de Robert Vernay - Lacassagne, le patron du bistrot
- 1954 : Tourments de Jacques Daniel-Norman
- 1954 : Les femmes s'en balancent de Bernard Borderie - le gardien du pont
- 1954 : Les Intrigantes de Henri Decoin - le brancardier
- 1954 : Série noire de Pierre Foucaud - Dominique, le Corse
- 1954 : Rendez-vous à Paris, court métrage de Bernard Borderie
- 1955 : Razzia sur la chnouf d'Henri Decoin - le patron du bistrot
- 1955 : L'Impossible Monsieur Pipelet de André Hunebelle - le patron du bistrot
- 1956 : Opération Tonnerre de Gérard Sandoz
- 1956 : Je suis un sentimental - un inspecteur
- 1956 : Alerte aux Canaries de André Roy
- 1956 : Les carottes sont cuites de Robert Vernay
- 1956 : Le Sang à la tête de Gilles Grangier - Alphonse, le patron des "Charentes"
- 1956 : Le Long des trottoirs de Léonide Moguy - un joueur de poker
- 1956 : Bonjour Toubib de Louis Cuny
- 1956 : Les Indiscrètes de Raoul André
- 1957 : Miss Pigalle de Maurice Cam
- 1957 : Sénéchal le magnifique de Jean Boyer - le mécanicien du car
- 1961 : Tendre et Violente Élisabeth d'Henri Decoin - le patron de la guinguette

## Théâtre
- 1930 : Langrevin père et fils de Tristan Bernard, mise en scène Jacques Baumer, Théâtre des Nouveautés

## Distinctions
- Chevalier de l’Ordre international du Bien Public,
- Grand Prix Humanitaire de France,
- Médaille d’Or du Mérite National.